# Provincia Erzincan
Provincia Erzincan este o provincie a Turciei cu o suprafață de 11.974 km², localizată în partea de est a țării.

## Districte
Adana este divizată în 9 districte (capitala districtului este subliniată): 
- Çayırlı
- Erzincan
- İliç
- Kemah
- Kemaliye
- Otlukbeli
- Refahiye
- Tercan
- Üzümlü